# Produce Camp 2019

Produce Camp 2019 (chinês simplificado: 创造营2019, pinyin: Chuàngzàoyíng 2019) é um reality show chinês derivado do programa sul-coreano Produce 101. O programa estreou no canal Tencent Video em 6 de abril de 2019.
A série é produzida por 7-D Vision e Tencent Penguin Pictures para a Tencent Video, sob permissão da CJ E&M, empresa dona da emissora na qual foi transmitida a versão original do programa, Mnet. Os 11 finalistas do programa debutaram no boy group R1SE.

## Mentores
- Dilraba Dilmurat[2] - Apresentadora

- Alec Su[3] - Mentor de canto
- Stanley Huang - Mentor de rap
- Aaron Kwok[4] - Mentor de dança
- Tiger Hu - Mentor de composição

## Participantes
Legenda
- Deixou o programa
- Top 11 da semana
- Salvo da eliminação
- Eliminado no Episódio 4
- Eliminado no Episódio 7
- Eliminado no Episódio 9
- Eliminado no Episódio 10
- Integrante do grupo de debut

| Empresa                                        | Nome                                    | Classificação dos mentores | Classificação     | Classificação     | Classificação     | Classificação     | Classificação     | Classificação     | Classificação     | Classificação     | Classificação     | Classificação     | Classificação     | Classificação     | Classificação     | Classificação     |
| Empresa                                        | Nome                                    | Classificação dos mentores | E02               | E03               | E04               | E04               | E05               | E06               | E07               | E07               | E08               | Episode 9         | Episode 9         | E10               | E10               | Final             |
| Empresa                                        | Nome                                    | Classificação dos mentores | #                 | #                 | #                 | Votos             | #                 | #                 | #                 | Votos             | #                 | #                 | Votos             | #                 | Votos             | Final             |
| ---------------------------------------------- | --------------------------------------- | -------------------------- | ----------------- | ----------------- | ----------------- | ----------------- | ----------------- | ----------------- | ----------------- | ----------------- | ----------------- | ----------------- | ----------------- | ----------------- | ----------------- | ----------------- |
| Wajijiwa Entertainment (哇唧唧哇娱乐)          | Vin Zhou / Zhou Zhennan (周震南)        | A                          | 1                 | 1                 | 1                 | 7,047,203         | 1                 | 1                 | 1                 | 15,743,856        | 1                 | 1                 | 8,466,959         | 1                 | 37,098,540        | 1                 |
| Wajijiwa Entertainment (哇唧唧哇娱乐)          | Xia Zhiguang (夏之光)                   | A → B                      | 2                 | 2                 | 2                 | 2,738,345         | 4                 | 4                 | 5                 | 8,390,520         | 7                 | 7                 | 2,662,885         | 4                 | 11,107,051        | 4                 |
| Wajijiwa Entertainment (哇唧唧哇娱乐)          | Zhao Lei (赵磊)                         | A → B                      | 7                 | 7                 | 5                 | 2,514,182         | 7                 | 9                 | 9                 | 6,321,710         | 14                | 16                | 1,594,355         | 10                | 7,503,760         | 10                |
| Wajijiwa Entertainment (哇唧唧哇娱乐)          | Zhai Xiaowen (翟潇闻)                   | F                          | 10                | 9                 | 9                 | 2,388,971         | 8                 | 7                 | 7                 | 7,309,151         | 8                 | 5                 | 2,861,507         | 6                 | 10,581,322        | 6                 |
| Wajijiwa Entertainment (哇唧唧哇娱乐)          | Yan Xujia (焉栩嘉)                      | A                          | 3                 | 6                 | 6                 | 2,512,447         | 5                 | 5                 | 4                 | 8,469,327         | 3                 | 3                 | 3,307,633         | 3                 | 11,164,384        | 3                 |
| Wajijiwa Entertainment (哇唧唧哇娱乐)          | Peng Chuyue (彭楚粤)                    | F                          | 5                 | 8                 | 11                | 2,369,743         | 14                | 14                | 14                | 4,730,087         | 18                | 14                | 1,708,660         | 17                | 5,734,833         | 17                |
| Jay Walk New Joy (嘉行新悅传媒)                | Jiang Yiming (蒋熠铭)                   | B                          | 49                | 50                | 48                | 414,173           | 44                | 32                | 30                | 1,648,677         | 34                | 34                | Eliminado         | Eliminado         | Eliminado         | 34                |
| Jay Walk New Joy (嘉行新悅传媒)                | Zhao Zefan (赵泽帆)                     | B                          | 48                | 45                | 42                | 487,126           | 34                | 27                | 26                | 1,718,498         | 22                | 20                | 1,468,345         | 22                |                   | 22                |
| Jay Walk New Joy (嘉行新悅传媒)                | Zhao Youwei (赵宥维)                    | C                          | 54                | 70                | 64                | Eliminado         | Eliminado         | Eliminado         | Eliminado         | Eliminado         | Eliminado         | Eliminado         | Eliminado         | Eliminado         | Eliminado         | 68                |
| Jay Walk New Joy (嘉行新悅传媒)                | Lu Huanyu (卢奂瑜)                      | B                          | 45                | 90                | 84                | Eliminado         | Eliminado         | Eliminado         | Eliminado         | Eliminado         | Eliminado         | Eliminado         | Eliminado         | Eliminado         | Eliminado         | 85                |
| Jay Walk New Joy (嘉行新悅传媒)                | Qin Tian (秦天)                         | B                          | 34                | 37                | 30                | 675,046           | 33                | 33                | 28                | 1,664,065         | 33                | 31                | Salvo             | 26                | 543,765           | 26                |
| Jay Walk New Joy (嘉行新悅传媒)                | Feng Chuxuan (丰楚轩)                   | A                          | 33                | 29                | 25                | 824,190           | 21                | 21                | 22                | 2,754,560         | 21                | 19                | 1,505,985         | 25                | 749,878           | 25                |
| Easyplus (壹心壹加壹)                          | Heliao Luyun (何廖侣匀)                 | C                          | 55                | 75                | 74                | Eliminado         | Eliminado         | Eliminado         | Eliminado         | Eliminado         | Eliminado         | Eliminado         | Eliminado         | Eliminado         | Eliminado         | 75                |
| Easyplus (壹心壹加壹)                          | Yu Bin (俞彬)                           | C                          | 43                | 49                | 44                | 469,349           | 41                | 42                | 32                | 1,567,265         | 31                | 32                | Eliminado         | Eliminado         | Eliminado         | 32                |
| Easyplus (壹心壹加壹)                          | Yu Chengen (余承恩)                     | C                          | 46                | 25                | 24                | 889,129           | 25                | 24                | 24                | 1,970,667         | 26                | 26                | Eliminado         | Eliminado         | Eliminado         | 28                |
| Easyplus (壹心壹加壹)                          | Gu Tianhang (顾天航)                    | C                          | 36                | 67                | 62                | Eliminado         | Eliminado         | Eliminado         | Eliminado         | Eliminado         | Eliminado         | Eliminado         | Eliminado         | Eliminado         | Eliminado         | 66                |
| Easyplus (壹心壹加壹)                          | Niu Chao (牛超)                         | A                          | 50                | 24                | 21                | 1,197,601         | 18                | 19                | 19                | 3,862,556         | 17                | 17                | 1,556,199         | 16                | 6,598,460         | 16                |
| Banana Entertainment (香蕉娱乐)                | Zeng Gangjie (曾纲杰)                   | C                          | 91                | 96                | 94                | Eliminado         | Eliminado         | Eliminado         | Eliminado         | Eliminado         | Eliminado         | Eliminado         | Eliminado         | Eliminado         | Eliminado         | 94                |
| Banana Entertainment (香蕉娱乐)                | Huang Zhenyu (黄震宇)                   | C                          | 56                | 82                | 91                | Eliminado         | Eliminado         | Eliminado         | Eliminado         | Eliminado         | Eliminado         | Eliminado         | Eliminado         | Eliminado         | Eliminado         | 91                |
| Banana Entertainment (香蕉娱乐)                | Chen Yujia (陈郁佳)                     | C                          | 97                | 66                | 79                | Eliminado         | Eliminado         | Eliminado         | Eliminado         | Eliminado         | Eliminado         | Eliminado         | Eliminado         | Eliminado         | Eliminado         | 80                |
| Nuclear Fire Media (火核文化)                  | He Junxiong (贺俊雄)                    | A → B                      | 14                | 13                | 13                | 1,839,188         | 32                | 36                | 33                | 1,558,375         | 29                | 28                | Eliminado         | Eliminado         | Eliminado         | 29                |
| Nuclear Fire Media (火核文化)                  | Lin Zijie (林子杰)                      | C                          | 24                | 22                | 26                | 815,724           | 51                | 49                | 47                | Eliminado         | Eliminado         | Eliminado         | Eliminado         | Eliminado         | Eliminado         | 48                |
| Nuclear Fire Media (火核文化)                  | Wu Xiongcheng (吴雄成)                  | F                          | 44                | 58                | 67                | Eliminado         | Eliminado         | Eliminado         | Eliminado         | Eliminado         | Eliminado         | Eliminado         | Eliminado         | Eliminado         | Eliminado         | 67                |
| Nuclear Fire Media (火核文化)                  | Zhou Zhaoyuan (周兆渊)                  | B                          | 16                | 12                | 18                | 1,459,047         | 49                | 43                | 44                | Eliminado         | Eliminado         | Eliminado         | Eliminado         | Eliminado         | Eliminado         | 45                |
| Nuclear Fire Media (火核文化)                  | Xiong Yiwen (熊艺文)                    | C                          | 30                | 23                | 28                | 784,444           | 52                | 50                | 49                | Eliminado         | Eliminado         | Eliminado         | Eliminado         | Eliminado         | Eliminado         | 50                |
| Qin's Entertainment (坤音娱乐)                 | Yang Tao (杨淘)                         | F                          | 71                | 61                | 66                | Salvo             | 56                | 54                | 54                | Eliminado         | Eliminado         | Eliminado         | Eliminado         | Eliminado         | Eliminado         | 55                |
| Qin's Entertainment (坤音娱乐)                 | Lin Yiming (麟壹铭)                     | F                          | 74                | 60                | 63                | Eliminado         | Eliminado         | Eliminado         | Eliminado         | Eliminado         | Eliminado         | Eliminado         | Eliminado         | Eliminado         | Eliminado         | 67                |
| Youhug Media (耀客传媒)                        | Dai Jingyao (戴景耀)                    | F                          | 11                | 20                | 20                | 1,220,770         | 15                | 18                | 18                | 3,925,368         | 19                | 18                | 1,529,204         | 21                | 2,816,767         | 21                |
| ESEE Model (esee英模)                          | Si Zheng (四正)                         | C                          | 35                | 47                | 40                | 493,669           | 27                | 28                | 38                | Eliminado         | Eliminado         | Eliminado         | Eliminado         | Eliminado         | Eliminado         | 40                |
| Long WuTian Culture (缔壹娱乐)                 | Zhang Yidong (张艺东)                   | C                          | 75                | 78                | 76                | Eliminado         | Eliminado         | Eliminado         | Eliminado         | Eliminado         | Eliminado         | Eliminado         | Eliminado         | Eliminado         | Eliminado         | 77                |
| Starrylab (泰洋星河)                           | Du Yu (杜煜)                            | C                          | 61                | 44                | 52                | 358,856           | 53                | 55                | 55                | Eliminado         | Eliminado         | Eliminado         | Eliminado         | Eliminado         | Eliminado         | 56                |
| Huayi Brothers (华谊兄弟聚星)                  | Guo Xingye (郭星冶)                     | F                          | 27                | 54                | 60                | Salvo             | Eliminado         | Eliminado         | Eliminado         | Eliminado         | Eliminado         | Eliminado         | Eliminado         | Eliminado         | Eliminado         | 64                |
| 1CM Lingyu Entertainment (1CM领誉)             | Wang Zhiwen (王志文)                    | F                          | 60                | 76                | 85                | Salvo             | 54                | 52                | 52                | Eliminado         | Eliminado         | Eliminado         | Eliminado         | Eliminado         | Eliminado         | 53                |
| Trainee Individual (个人练习生)                | Shi Ziyi (史子逸)                       | F                          | 85                | 92                | 87                | Eliminado         | Eliminado         | Eliminado         | Eliminado         | Eliminado         | Eliminado         | Eliminado         | Eliminado         | Eliminado         | Eliminado         | 87                |
| Trainee Individual (个人练习生)                | Yu Haoran (于浩然) (Kendall Erik Brant) | F                          | 21                | 39                | 57                | Eliminado         | Eliminado         | Eliminado         | Eliminado         | Eliminado         | Eliminado         | Eliminado         | Eliminado         | Eliminado         | Eliminado         | 61                |
| Trainee Individual (个人练习生)                | Yu Zongyao (余宗遥)                     | C                          | 81                | 91                | 92                | Eliminado         | Eliminado         | Eliminado         | Eliminado         | Eliminado         | Eliminado         | Eliminado         | Eliminado         | Eliminado         | Eliminado         | 92                |
| Trainee Individual (个人练习生)                | Wang Chenyi (王晨艺)                    | A                          | 12                | 4                 | 4                 | 2,635,642         | 9                 | 6                 | 6                 | 7,883,385         | Deixou o programa | Deixou o programa | Deixou o programa | Deixou o programa | Deixou o programa | Deixou o programa |
| Mantra Pictures M-Mantra (工夫真言)            | Yan Bo (闫博)                           | F                          | 94                | 98                | 96                | Eliminado         | Eliminado         | Eliminado         | Eliminado         | Eliminado         | Eliminado         | Eliminado         | Eliminado         | Eliminado         | Eliminado         | 96                |
| Mantra Pictures M-Mantra (工夫真言)            | Wan Yuhang (万雨航)                     | C                          | 90                | 95                | 81                | Eliminado         | Eliminado         | Eliminado         | Eliminado         | Eliminado         | Eliminado         | Eliminado         | Eliminado         | Eliminado         | Eliminado         | 82                |
| Mantra Pictures M-Mantra (工夫真言)            | Hou Li (侯立)                           | C                          | 57                | 71                | 70                | Eliminado         | Eliminado         | Eliminado         | Eliminado         | Eliminado         | Eliminado         | Eliminado         | Eliminado         | Eliminado         | Eliminado         | 72                |
| Mantra Pictures M-Mantra (工夫真言)            | Liu Chenyu (刘宸羽)                     | F                          | 77                | 77                | 86                | Salvo             | Eliminado         | Eliminado         | Eliminado         | Eliminado         | Eliminado         | Eliminado         | Eliminado         | Eliminado         | Eliminado         | 86                |
| Hot Idol Music (好好栮朷)                      | Liu Jinyu (刘谨瑜)                      | C                          | 82                | 89                | 83                | Eliminado         | Eliminado         | Eliminado         | Eliminado         | Eliminado         | Eliminado         | Eliminado         | Eliminado         | Eliminado         | Eliminado         | 84                |
| Hot Idol Music (好好栮朷)                      | Ma Xueyang (马雪阳)                     | B                          | 17                | 28                | 27                | 801,197           | 24                | 30                | 35                | Salvo             | 20                | 23                | Eliminado         | Eliminado         | Eliminado         | 27                |
| Hot Idol Music (好好栮朷)                      | Yu Ke (余可)                            | B                          | 92                | 88                | 82                | Eliminado         | Eliminado         | Eliminado         | Eliminado         | Eliminado         | Eliminado         | Eliminado         | Eliminado         | Eliminado         | Eliminado         | 83                |
| Hot Idol Music (好好栮朷)                      | Zhang Meng (张猛)                       | C                          | 88                | 97                | 97                | Eliminado         | Eliminado         | Eliminado         | Eliminado         | Eliminado         | Eliminado         | Eliminado         | Eliminado         | Eliminado         | Eliminado         | 97                |
| Hot Idol Music (好好栮朷)                      | Zhang Mingxuan (张铭轩)                 | C                          | 83                | 94                | 95                | Eliminado         | Eliminado         | Eliminado         | Eliminado         | Eliminado         | Eliminado         | Eliminado         | Eliminado         | Eliminado         | Eliminado         | 95                |
| Jiyun Culture (极韵文化)                       | Lin Yadong (林亚冬)                     | B                          | 66                | 55                | 47                | 418,735           | 37                | 44                | 45                | Eliminado         | Eliminado         | Eliminado         | Eliminado         | Eliminado         | Eliminado         | 46                |
| Jiyun Culture (极韵文化)                       | Zhang Dayuan (张达源)                   | B                          | 53                | 40                | 36                | 517,578           | 48                | 53                | 53                | Eliminado         | Eliminado         | Eliminado         | Eliminado         | Eliminado         | Eliminado         | 54                |
| SDT Entertainment (SDT娱乐)                    | Ryan Zhao / Zhao Rang (赵让)            | A                          | 9                 | 11                | 10                | 2,380,071         | 11                | 8                 | 8                 | 7,021,480         | 9                 | 9                 | 1,990,164         | 11                | 7,498,972         | 11                |
| SDT Entertainment (SDT娱乐)                    | Rex / Li Xinyi (李鑫一)                 | A → B                      | 23                | 18                | 19                | 1,352,570         | 20                | 20                | 20                | 3,606,625         | 10                | 10                | 1,962,970         | 13                | 7,490,277         | 13                |
| SDT Entertainment (SDT娱乐)                    | Dai Shaodong (代少冬)                   | C                          | 69                | 33                | 39                | 494,760           | 58                | 58                | 59                | Salvo             | 35                | 36                | Eliminado         | Eliminado         | Eliminado         | 36                |
| SDT Entertainment (SDT娱乐)                    | Xu Ke (徐珂)                            | B                          | 68                | 62                | 77                | Eliminado         | Eliminado         | Eliminado         | Eliminado         | Eliminado         | Eliminado         | Eliminado         | Eliminado         | Eliminado         | Eliminado         | 78                |
| Yihui Media (意汇传媒)                         | Hu Haofan (胡浩帆)                      | F                          | 32                | 56                | 46                | 419,827           | 43                | 46                | 48                | Eliminado         | Eliminado         | Eliminado         | Eliminado         | Eliminado         | Eliminado         | 49                |
| Yihui Media (意汇传媒)                         | Li Yunrui (李昀锐)                      | B                          | 6                 | 16                | 15                | 1,642,526         | 22                | 23                | 21                | 3,371,809         | 15                | 21                | 1,433,721         | 19                | 4,926,666         | 19                |
| TH Entertainment (天浩盛世)                    | Dong Xiangke (董向科)                   | F                          | 37                | 43                | 41                | 488,289           | 50                | 51                | 51                | Eliminado         | Eliminado         | Eliminado         | Eliminado         | Eliminado         | Eliminado         | 52                |
| TH Entertainment (天浩盛世)                    | Bai Hongtao (白洪滔)                    | F                          | 26                | 30                | 29                | 690,184           | 57                | 59                | 58                | Eliminado         | Eliminado         | Eliminado         | Eliminado         | Eliminado         | Eliminado         | 59                |
| TH Entertainment (天浩盛世)                    | Guo Jiarui (郭珈睿)                     | F                          | 25                | 31                | 37                | 512,446           | 59                | 57                | 57                | Eliminado         | Eliminado         | Eliminado         | Eliminado         | Eliminado         | Eliminado         | 58                |
| Kangxi Pictures (康曦影業)                     | Wei Shenzhou (魏伸洲)                   | F                          | 84                | 84                | 73                | Eliminado         | Eliminado         | Eliminado         | Eliminado         | Eliminado         | Eliminado         | Eliminado         | Eliminado         | Eliminado         | Eliminado         | 74                |
| Kangxi Pictures (康曦影業)                     | Cui Shaoyang (崔绍阳)                   | F                          | 70                | 65                | 54                | 315,042           | 55                | 56                | 56                | Eliminado         | Eliminado         | Eliminado         | Eliminado         | Eliminado         | Eliminado         | 57                |
| Kangxi Pictures (康曦影業)                     | Li Weijie (李伟捷)                      | F                          | 80                | 87                | 80                | Eliminado         | Eliminado         | Eliminado         | Eliminado         | Eliminado         | Eliminado         | Eliminado         | Eliminado         | Eliminado         | Eliminado         | 81                |
| Huaying Entertainment (华影艺星)               | Ji Yitong (纪一曈)                      | F                          | 59                | 80                | 90                | Eliminado         | Eliminado         | Eliminado         | Eliminado         | Eliminado         | Eliminado         | Eliminado         | Eliminado         | Eliminado         | Eliminado         | 90                |
| Huaying Entertainment (华影艺星)               | Zhong Nuoyan (钟诺言)                   | F                          | 65                | 83                | 93                | Eliminado         | Eliminado         | Eliminado         | Eliminado         | Eliminado         | Eliminado         | Eliminado         | Eliminado         | Eliminado         | Eliminado         | 93                |
| Begonia Culture Media (海宁海棠)               | Lu Siheng (陆思恒)                      | A                          | 15                | 17                | 16                | 1,595,851         | 16                | 11                | 10                | 6,101,702         | 11                | 12                | 1,758,391         | 12                | 7,492,944         | 12                |
| Chuangxin Power (创星力量)                     | Zhu Weizhi (朱微之)                     | F                          | 29                | 42                | 32                | 557,736           | 38                | 40                | 42                | Eliminado         | Eliminado         | Eliminado         | Eliminado         | Eliminado         | Eliminado         | 44                |
| Fanling Culture (泛领文化) (JYP China全资公司) | Yao Chen (姚琛)                         | F                          | 41                | 59                | 38                | 506,363           | 10                | 12                | 12                | 5,788,938         | 5                 | 4                 | 3,156,314         | 5                 | 10,764,262        | 5                 |
| Pelias (依海文化)                              | Liu Ye (刘也)                           | A                          | 4                 | 5                 | 7                 | 2,418,541         | 6                 | 10                | 11                | 5,797,964         | 4                 | 6                 | 2,826,571         | 8                 | 7,974,641         | 8                 |
| Attitude Music (态度音乐)                      | Zhang Yanqi (张颜齐)                    | B                          | 18                | 10                | 8                 | 2,390,388         | 3                 | 3                 | 3                 | 8,638,533         | 6                 | 8                 | 2,489,183         | 7                 | 9,626,829         | 7                 |
| Asian Idol Factory (AIF娱乐)                   | Lin Ran (林染)                          | F                          | 39                | 26                | 35                | 518,132           | 31                | 38                | 39                | Eliminado         | Eliminado         | Eliminado         | Eliminado         | Eliminado         | Eliminado         | 41                |
| Asian Idol Factory (AIF娱乐)                   | Yang Tairui (杨泰瑞)                    | F                          | 28                | 36                | 56                | Eliminado         | Eliminado         | Eliminado         | Eliminado         | Eliminado         | Eliminado         | Eliminado         | Eliminado         | Eliminado         | Eliminado         | 60                |
| Asian Idol Factory (AIF娱乐)                   | Li Jingze (李景泽)                      | F                          | 51                | 32                | 58                | Eliminado         | Eliminado         | Eliminado         | Eliminado         | Eliminado         | Eliminado         | Eliminado         | Eliminado         | Eliminado         | Eliminado         | 62                |
| Asian Idol Factory (AIF娱乐)                   | Tang Xin (唐心)                         | F                          | 67                | 35                | 61                | Eliminado         | Eliminado         | Eliminado         | Eliminado         | Eliminado         | Eliminado         | Eliminado         | Eliminado         | Eliminado         | Eliminado         | 65                |
| iMe Entertainment (iMe娱乐)                    | Li Yang (李扬)                          | F                          | 40                | 69                | 78                | Eliminado         | Eliminado         | Eliminado         | Eliminado         | Eliminado         | Eliminado         | Eliminado         | Eliminado         | Eliminado         | Eliminado         | 79                |
| iMe Entertainment (iMe娱乐)                    | Deng Jiakun (邓佳坤)                    | F                          | 96                | 81                | 89                | Salvo             | Eliminado         | Eliminado         | Eliminado         | Eliminado         | Eliminado         | Eliminado         | Eliminado         | Eliminado         | Eliminado         | 89                |
| iMe Entertainment (iMe娱乐)                    | Zai Ming (在铭)                         | F                          | 58                | 74                | 72                | Salvo             | 26                | 34                | 40                | Eliminado         | Eliminado         | Eliminado         | Eliminado         | Eliminado         | Eliminado         | 42                |
| iMe Entertainment (iMe娱乐)                    | Li Yizhe (李一喆)                       | F                          | 76                | 93                | 99                | Eliminado         | Eliminado         | Eliminado         | Eliminado         | Eliminado         | Eliminado         | Eliminado         | Eliminado         | Eliminado         | Eliminado         | 99                |
| Rui Star Culture (睿星文化)                    | Bi Haoran (毕皓然)                      | C                          | 47                | 57                | 50                | 403,075           | 45                | 41                | 41                | Eliminado         | Eliminado         | Eliminado         | Eliminado         | Eliminado         | Eliminado         | 43                |
| Rui Star Culture (睿星文化)                    | Yu Yuanfan (余远帆)                     | C                          | 86                | 86                | 65                | Eliminado         | Eliminado         | Eliminado         | Eliminado         | Eliminado         | Eliminado         | Eliminado         | Eliminado         | Eliminado         | Eliminado         | 69                |
| Rui Star Culture (睿星文化)                    | Zhang Jiongmin (张炯敏)                 | F                          | 31                | 38                | 31                | 583,879           | 42                | 47                | 46                | Eliminado         | Eliminado         | Eliminado         | Eliminado         | Eliminado         | Eliminado         | 47                |
| MIGO TOM (哇偶文化)                            | Wang Xiaochen (王孝辰)                  | B                          | 73                | 73                | 75                | Eliminado         | Eliminado         | Eliminado         | Eliminado         | Eliminado         | Eliminado         | Eliminado         | Eliminado         | Eliminado         | Eliminado         | 76                |
| MIGO TOM (哇偶文化)                            | Qiao Junwu (乔君武)                     | C                          | 79                | 68                | 53                | 338,775           | 39                | 31                | 36                | Eliminado         | Eliminado         | Eliminado         | Eliminado         | Eliminado         | Eliminado         | 39                |
| Huakaibanxia Cultural Media (花开半夏)         | Wang Yiheng (王艺衡)                    | C                          | 64                | 46                | 45                | 458,138           | 35                | 29                | 37                | Salvo             | 36                | 35                | Eliminado         | Eliminado         | Eliminado         | 35                |
| Huakaibanxia Cultural Media (花开半夏)         | Li Hechen (李和宸)                      | C                          | 63                | 63                | 71                | Eliminado         | Eliminado         | Eliminado         | Eliminado         | Eliminado         | Eliminado         | Eliminado         | Eliminado         | Eliminado         | Eliminado         | 73                |
| Chaodian Culture (超电文化)                    | Yi Yan (易言)                           | C                          | 78                | 64                | 49                | 408,219           | 47                | 48                | 50                | Eliminado         | Eliminado         | Eliminado         | Eliminado         | Eliminado         | Eliminado         | 51                |
| Chaodian Culture (超电文化)                    | Liu Xiajun (刘夏俊)                     | C                          | 89                | 72                | 69                | Eliminado         | Eliminado         | Eliminado         | Eliminado         | Eliminado         | Eliminado         | Eliminado         | Eliminado         | Eliminado         | Eliminado         | 71                |
| JNERA Cultural Media (嘉纳盛世)                | Duan Haonan (段浩男)                    | F                          | 98                | 51                | 55                | 311,669           | 46                | 35                | 29                | 1,655,068         | 23                | 24                | Salvo             | 24                | 832,008           | 24                |
| Niuban culture (牛班文化)                      | Zhao Zhenghao (赵政豪)                  | A                          | 22                | 19                | 17                | 1,589,556         | 13                | 15                | 17                | 4,073,217         | 25                | 25                | Salvo             | 18                | 5,073,049         | 18                |
| Jiashang Media (嘉尚传媒)                      | Ren Shihao (任世豪)                     | C                          | 19                | 34                | 34                | 524,719           | 28                | 26                | 25                | 1,832,939         | 28                | 29                | Eliminado         | Eliminado         | Eliminado         | 30                |
| Jiashang Media (嘉尚传媒)                      | Xiao Kaizhong (肖凯中)                  | F                          | 52                | 52                | 43                | 469,960           | 40                | 45                | 43                | Salvo             | 32                | 33                | Eliminado         | Eliminado         | Eliminado         | 33                |
| Core culture (核心文化)                        | Wu Tianren (吴天任)                     | B                          | 95                | 100               | 98                | Eliminado         | Eliminado         | Eliminado         | Eliminado         | Eliminado         | Eliminado         | Eliminado         | Eliminado         | Eliminado         | Eliminado         | 98                |
| ETM vitality era (ETM活力時代)                 | Wu Jifeng (吴季峰)                      | B                          | 20                | 15                | 14                | 1,732,428         | 17                | 17                | 16                | 4,447,459         | 24                | 22                | 1,414,815         | 20                | 2,828,886         | 20                |
| Proud culture (傲普文化)                       | Sun Qijun (孙圻峻)                      | C                          | 62                | 41                | 33                | 525,897           | 30                | 37                | 31                | 1,632,193         | 27                | 27                | Salvo             | 23                | 1,229,193         | 23                |
| Original Plan (原际画)                         | He Luoluo (何洛洛)                      | B                          | 8                 | 3                 | 3                 | 2,729,640         | 2                 | 2                 | 2                 | 8,862,602         | 2                 | 2                 | 3,765,911         | 2                 | 13,652,312        | 2                 |
| Oriental Story (东方物語)                      | Cai Zhengjie (蔡正杰)                   | B                          | 38                | 53                | 51                | 395,771           | 36                | 39                | 34                | Eliminado         | Eliminado         | Eliminado         | Eliminado         | Eliminado         | Eliminado         | 38                |
| Kaila Picture (鲜花盛开)                       | Wang Tong (王通)                        | C                          | 93                | 99                | 100               | Eliminado         | Eliminado         | Eliminado         | Eliminado         | Eliminado         | Eliminado         | Eliminado         | Eliminado         | Eliminado         | Eliminado         | 100               |
| White Media (白色系)                           | POI Ren / Ren Hao (任豪)                | A → B                      | 13                | 21                | 22                | 1,092,653         | 23                | 22                | 23                | 2,466,677         | 12                | 11                | 1,820,977         | 9                 | 7,511,752         | 9                 |
| Yinhe Kuyu Media (银河酷娱)                    | Liu Te (刘特)                           | C                          | 87                | 79                | 68                | Salvo             | 29                | 25                | 27                | 1,676,635         | 27                | 30                | Eliminado         | Eliminado         | Eliminado         | 31                |
| D.Wang Media (大王文化)                        | Li Tianqi (李天琪)                      | C                          | 72                | 88                | 88                | Salvo             | Eliminado         | Eliminado         | Eliminado         | Eliminado         | Eliminado         | Eliminado         | Eliminado         | Eliminado         | Eliminado         | 88                |
| XYSZ Media (喜遇尚作)                          | Luo Dianxia (罗殿夏)                    | C                          | 42                | 48                | 59                | Eliminado         | Eliminado         | Eliminado         | Eliminado         | Eliminado         | Eliminado         | Eliminado         | Eliminado         | Eliminado         | Eliminado         | 63                |
| MountainTop (泰洋音乐)                         | Gao Jialang (高嘉朗)                    | A                          |                   | 27                | 23                | 974,132           | 19                | 16                | 15                | 4,667,715         | 16                | 13                | 1,734,123         | 14                | 6,902,191         | 14                |
| Topping Culture (拓影文化)                     | Zhang Yuan (张远)                       | A                          |                   | 14                | 12                | 2,368,294         | 12                | 13                | 13                | 5,099,031         | 13                | 15                | 1,646,404         | 15                | 6,795,086         | 15                |
| Catwalk (凯渥经纪)                             | Lin Huanjun (林焕钧)                    | B                          | Deixou o programa | Deixou o programa | Deixou o programa | Deixou o programa | Deixou o programa | Deixou o programa | Deixou o programa | Deixou o programa | Deixou o programa | Deixou o programa | Deixou o programa | Deixou o programa | Deixou o programa | Deixou o programa |

### Top 11
| No. | Episódio 2                       | Episódio 3                       | Episódio 4                       | Episódio 5                       | Episódio 6                       | Episódio 7                       | Episódio 8                       | Episódio 9                       | Episódio 10                      |
| --- | -------------------------------- | -------------------------------- | -------------------------------- | -------------------------------- | -------------------------------- | -------------------------------- | -------------------------------- | -------------------------------- | -------------------------------- |
| 1   | Vin Zhou / Zhou Zhennan (周震南) | Vin Zhou / Zhou Zhennan (周震南) | Vin Zhou / Zhou Zhennan (周震南) | Vin Zhou / Zhou Zhennan (周震南) | Vin Zhou / Zhou Zhennan (周震南) | Vin Zhou / Zhou Zhennan (周震南) | Vin Zhou / Zhou Zhennan (周震南) | Vin Zhou / Zhou Zhennan (周震南) | Vin Zhou / Zhou Zhennan (周震南) |
| 2   | Xia Zhiguang (夏之光)            | Xia Zhiguang (夏之光)            | Xia Zhiguang (夏之光)            | He Luoluo (何洛洛)               | He Luoluo (何洛洛)               | He Luoluo (何洛洛)               | He Luoluo (何洛洛)               | He Luoluo (何洛洛)               | He Luoluo (何洛洛)               |
| 3   | Yan Xujia (焉栩嘉)               | He Luoluo (何洛洛)               | He Luoluo (何洛洛)               | Zhang Yanqi (张颜齐)             | Zhang Yanqi (张颜齐)             | Zhang Yanqi (张颜齐)             | Yan Xujia (焉栩嘉)               | Yan Xujia (焉栩嘉)               | Yan Xujia (焉栩嘉)               |
| 4   | Liu Ye (刘也)                    | Wang Chenyi (王晨艺)             | Wang Chenyi (王晨艺)             | Xia Zhiguang (夏之光)            | Xia Zhiguang (夏之光)            | Yan Xujia (焉栩嘉)               | Liu Ye (刘也)                    | Yao Chen (姚琛)                  | Xia Zhiguang (夏之光)            |
| 5   | Peng Chuyue (彭楚粤)             | Liu Ye (刘也)                    | Zhao Lei (赵磊)                  | Yan Xujia (焉栩嘉)               | Yan Xujia (焉栩嘉)               | Xia Zhiguang (夏之光)            | Yao Chen (姚琛)                  | Zhai Xiaowen (翟潇闻)            | Yao Chen (姚琛)                  |
| 6   | Li Yunrui (李昀锐)               | Yan Xujia (焉栩嘉)               | Yan Xujia (焉栩嘉)               | Liu Ye (刘也)                    | Wang Chenyi (王晨艺)             | Wang Chenyi (王晨艺)             | Zhang Yanqi (张颜齐)             | Liu Ye (刘也)                    | Zhai Xiaowen (翟潇闻)            |
| 7   | Zhao Lei (赵磊)                  | Zhao Lei (赵磊)                  | Liu Ye (刘也)                    | Zhao Lei (赵磊)                  | Zhai Xiaowen (翟潇闻)            | Zhai Xiaowen (翟潇闻)            | Xia Zhiguang (夏之光)            | Xia Zhiguang (夏之光)            | Zhang Yanqi (张颜齐)             |
| 8   | He Luoluo (何洛洛)               | Peng Chuyue (彭楚粤)             | Zhang Yanqi (张颜齐)             | Zhai Xiaowen (翟潇闻)            | Ryan Zhao / Zhao Rang (赵让)     | Ryan Zhao / Zhao Rang (赵让)     | Zhai Xiaowen (翟潇闻)            | Zhang Yanqi (张颜齐)             | Liu Ye (刘也)                    |
| 9   | Ryan Zhao / Zhao Rang (赵让)     | Zhai Xiaowen (翟潇闻)            | Zhai Xiaowen (翟潇闻)            | Wang Chenyi (王晨艺)             | Zhao Lei (赵磊)                  | Zhao Lei (赵磊)                  | Ryan Zhao / Zhao Rang (赵让)     | Ryan Zhao / Zhao Rang (赵让)     | POI Ren / Ren Hao (任豪)         |
| 10  | Zhai Xiaowen (翟潇闻)            | Zhang Yanqi (张颜齐)             | Ryan Zhao / Zhao Rang (赵让)     | Yao Chen (姚琛)                  | Liu Ye (刘也)                    | Lu Siheng (陆思恒)               | Rex / Li Xinyi (李鑫一)          | Rex / Li Xinyi (李鑫一)          | Zhao Lei (赵磊)                  |
| 11  | Dai Jingyao (戴景耀)             | Ryan Zhao / Zhao Rang (赵让)     | Peng Chuyue (彭楚粤)             | Ryan Zhao / Zhao Rang (赵让)     | Lu Siheng (陆思恒)               | Liu Ye (刘也)                    | Lu Siheng (陆思恒)               | POI Ren / Ren Hao (任豪)         | Ryan Zhao / Zhao Rang (赵让)     |

## Eliminações
| Participantes                    | Participantes          | Participantes           | Participantes            | Participantes           |
| -------------------------------- | ---------------------- | ----------------------- | ------------------------ | ----------------------- |
| Vin Zhou / Zhou Zhennan (周震南) | He Luoluo (何洛洛)     | Yan Xujia (焉栩嘉)      | Xia Zhiguang (夏之光)    | Yao Chen (姚琛)         |
| Zhai Xiaowen (翟潇闻)            | Zhang Yanqi (张颜齐)   | Liu Ye (刘也)           | POI Ren / Ren Hao (任豪) | Zhao Lei (赵磊)         |
| Ryan Zhao / Zhao Rang (赵让)     | Peng Chuyue (彭楚粤)   | Zhao Zefan (赵泽帆)     | Qin Tian (秦天)          | Feng Chuxuan (丰楚轩)   |
| Niu Chao (牛超)                  | Dai Jingyao (戴景耀)   | Rex / Li Xinyi (李鑫一) | Li Yunrui (李昀锐)       | Lu Siheng (陆思恒)      |
| Duan Haonan (段浩男)             | Zhao Zhenghao (赵政豪) | Wu Jifeng (吴季峰)      | Sun Qijun (孙圻峻)       | Gao Jialang (高嘉朗)    |
| Zhang Yuan (张远)                | Jiang Yiming (蒋熠铭)  | Yu Bin (俞彬)           | Yu Chengen (余承恩)      | He Junxiong (贺俊雄)    |
| Ma Xueyang (马雪阳)              | Dai Shaodong (代少冬)  | Wang Yiheng (王艺衡)    | Ren Shihao (任世豪)      | Xiao Kaizhong (肖凯中)  |
| Liu Te (刘特)                    | Lin Zijie (林子杰)     | Zhou Zhaoyuan (周兆渊)  | Xiong Yiwen (熊艺文)     | Yang Tao (杨淘)         |
| Si Zheng (四正)                  | Du Yu (杜煜)           | Wang Zhiwen (王志文)    | Lin Yadong (林亚冬)      | Zhang Dayuan (张达源)   |
| Hu Haofan (胡浩帆)               | Dong Xiangke (董向科)  | Bai Hongtao (白洪滔)    | Guo Jiarui (郭珈睿)      | Cui Shaoyang (崔绍阳)   |
| Zhu Weizhi (朱微之)              | Lin Ran (林染)         | Zai Ming (在铭)         | Bi Haoran (毕皓然)       | Zhang Jiongmin (张炯敏) |
| Qiao Junwu (乔君武)              | Yi Yan (易言)          | Cai Zhengjie (蔡正杰)   | Zhao Youwei (赵宥维)     | Lu Huanyu (卢奂瑜)      |
| Heliao Luyun (何廖侣匀)          | Gu Tianhang (顾天航)   | Zeng Gangjie (曾纲杰)   | Huang Zhenyu (黄震宇)    | Chen Yujia (陈郁佳)     |
| Wu Xiongcheng (吴雄成)           | Lin Yiming (麟壹铭)    | Zhang Yidong (张艺东)   | Guo Xingye (郭星冶)      | Shi Ziyi (史子逸)       |
| Yu Haoran (于浩然)               | Yu Zongyao (余宗遥)    | Yan Bo (闫博)           | Wan Yuhang (万雨航)      | Hou Li (侯立)           |
| Liu Chenyu (刘宸羽)              | Liu Jinyu (刘谨瑜)     | Yu Ke (余可)            | Zhang Meng (张猛)        | Zhang Mingxuan (张铭轩) |
| Xu Ke (徐珂)                     | Wei Shenzhou (魏伸洲)  | Li Weijie (李伟捷)      | Ji Yitong (纪一曈)       | Zhong Nuoyan (钟诺言)   |
| Yang Tairui (杨泰瑞)             | Li Jingze (李景泽)     | Tang Xin (唐心)         | Li Yang (李扬)           | Deng Jiakun (邓佳坤)    |
| Li Yizhe (李一喆)                | Yu Yuanfan (余远帆)    | Wang Xiaochen (王孝辰)  | Li Hechen (李和宸)       | Liu Xiajun (刘夏俊)     |
| Wu Tianren (吴天任)              | Wang Tong (王通)       | Li Tianqi (李天琪)      | Luo Dianxia (罗殿夏)     | Lin Huanjun (林焕钧)    |
| Wang Chenyi (王晨艺)             |                        |                         |                          |                         |

## Discografia

### Singles
| Título                                    | Lançamento         | Língua   | Gravadora |
| ----------------------------------------- | ------------------ | -------- | --------- |
| 《喊出我的名字》 （Call Me Call My Name） | 5 de abril de 2019 | Mandarim | Tencent   |
| 《少年之时》                              | 17 de maio de 2019 | Mandarim | Tencent   |